# Limonium dichroanthum
Limonium dichroanthum är en triftväxtart som först beskrevs av Franz Josef Ivanovich Ruprecht, och fick sitt nu gällande namn av Ikonn.-gal. Limonium dichroanthum ingår i släktet rispar, och familjen triftväxter. Inga underarter finns listade i Catalogue of Life.